# Die beiden Schützen
Die beiden Schützen ist eine Komische Oper in drei Akten von Albert Lortzing, der auch sein eigener Librettist war. Das Werk erlebte seine Uraufführung am 20. Februar 1837 im Theater der Stadt Leipzig. Es war Lortzings erster großer Erfolg und bestärkte ihn in seiner Absicht, weitere Bühnenwerke für das Musiktheater zu schreiben.

## Handlung
Die Oper spielt in einer deutschen Kleinstadt um 1830.

### Erster Akt
Bild: Marktplatz
Zehn Jahre sind es nun schon her, dass Gustav Busch als Soldat im dritten Schützenbataillon seinen Dienst aufnahm. Nie war es ihm vergönnt gewesen, auch nur einmal seinem Zuhause einen Besuch abzustatten. Aber heute soll er zurückkehren. Sein Vater ist schon ganz aufgeregt. Zusammen mit den Nachbarn fiebert er der Heimkehr seines Sohnes entgegen. Es dauert auch nicht lange, bis sich ein Soldat dem Marktplatz nähert. Dieser ist aber nicht der Erwartete, sondern Wilhelm Stark, der verschollen geglaubte außereheliche Sohn des Amtmanns. Als er jüngst in eine Schlägerei verwickelt war, bei der auch Gustav Busch beteiligt war, vertauschten die beiden unbewusst ihre Tornister und damit auch die Papiere. Freudig begrüßt der Gastwirt seinen vermeintlichen Sohn. Als Wilhelm Stark dessen hübsche Tochter Suschen erspäht, fühlt er sich gleich zu ihr hingezogen und spielt mit.

### Zweiter Akt
Jetzt kehrt auch Gustav, der richtige Sohn des Gastwirts, von seinem Militärdienst zurück. Wie freut er sich, endlich wieder seine Verlobte, des Amtmanns Tochter Karoline, in die Arme schließen zu können. Diese hat auch gleich ihren Auftritt, entzieht sich aber seiner Umarmung, weil sie ihn für einen Schwindler hält. Trotzdem fühlt sie sich in ihrem Herzen zu ihm hingezogen. Gastwirt Busch erkennt in diesem zweiten Schützen auch nicht seinen Sohn. Nun soll der Amtmann entscheiden, wie es weitergehen soll. Schnell ist dieser zur Stelle und verlangt Beweise. Im Tornister dieses Schützen findet sich eine Brieftasche mit einem Dokument, das auf einen Wilhelm Stark lautet. Allen Beteuerungen Gustavs, die Papiere gehörten ihm nicht, stoßen auf taube Ohren. Der Amtmann erklärt den Schützen für verhaftet und arretiert ihn im Gartenhaus des Gastwirts.

### Dritter Akt
Bild: Hof hinter dem Gasthaus
Karoline durchleidet Herzensqualen. Einerseits ist sie mit Gustav Busch, dem Sohn des Gastwirts, verlobt und möchte ihn auch nicht düpieren, aber andererseits empfindet sie ein immer größer werdendes Verlangen nach dem eingesperrten Schwindler. Auch Karolines Freundin Suschen Busch hat keinen Grund zur Freude. Sie kann es einfach nicht fassen, dass ihr der vermeintliche Bruder so heftig im Herzen herumspukt. Amtmann Wall plagen Gewissensbisse, ob er möglicherweise mit der Verhaftung des zweiten Schützen nicht doch einen Fehler begangen hat. Vielleicht heißt dieser tatsächlich Wilhelm Stark und ist sein Sohn?
Verwandlung. Bild: Im Inneren des Gartenhauses
Nach und nach dringen alle Protagonisten in Gustavs „Gefängnis“ ein. Es kommt zu einem fürchterlichen Durcheinander. Zu guter Letzt lösen sich aber die Verwechslungen und die richtigen Paare finden sich.